# Căpleni
Căpleni (in ungherese Kaplony, in tedesco Kaplau) è un comune della Romania di 3 150 abitanti, ubicato nel distretto di Satu Mare, nella regione storica della Transilvania. 
Nel 2003 si è staccato da Căpleni il villaggio di Cămin, andato a formare un comune autonomo.
La storia di Căpleni è stata per molto tempo legata alla presenza della Palude di Ecsed, la più grande della zona carpatica, che alla fine del XIX secolo si estendeva per una lunghezza di 50 km ed una larghezza di 30 km attorno al fiume Crasna e che nel Medioevo è stata rifugio per gli abitanti della zona durante le invasioni dei Tatari e degli Ottomani. La palude venne interamente bonificata attorno al 1900 per volere di Maria Teresa d'Asburgo.
Il principale monumento della città è l'antica Chiesa cattolica romana, costruita in stile gotico, la cui presenza è attestata fin dal 1080. La chiesa, più volte danneggiata e distrutta da terremoti e sempre ricostruita, venne affidata dalla famiglia dei conti Károlyi ai frati francescani che si erano installati nel monastero adiacente. La chiesa custodisce la cripta con le tombe dei conti Károlyi, che racchiude numerosi sarcofagi di bronzo e una croce scolpita in un blocco unico di marmo opera dello scultore italiano P. Bazzanti.